# Aspö
Aspö es una isla en el archipiélago de Blekinge en el sureste de Suecia. Constituye una parroquia  en el municipio de Karlskrona, Condado de Blekinge. 
Contiene la población de Drottningskär y una ciudadela naval del siglo XVII del mismo nombre. La isla tiene alrededor de 460 residentes permanentes, con muchos más visitantes durante el verano. Un transbordador para vehículos y pasajeros presta servicio cada hora, de forma gratuita, entre Aspö y Karlskrona.